# Пешком-пешком
«Пешком-пешком» или «Вместе мы идём» (яп. 歩いても 歩いても аруитэмо аруитэмо, англ. Still Walking) — кинофильм режиссёра Хирокадзу Корээды, вышедший на экраны в 2008 году.

## Сюжет
Пожилая чета Ёкояма собирает ближайших родственников, чтобы отметить годовщину смерти своего старшего сына, который утонул, спасая жизнь совсем незнакомому мальчишке много лет тому назад. Приехала дочь Тинами со своим мужем и двумя шумливыми детьми, мальчиком и девочкой. Появляется в доме и второй сын Рёта со своей новой женой и её ребёнком от первого брака. Отношения Рёты с отцом, отставным врачом, весьма натянуты, ведь он не захотел остаться дома и продолжать семейное дело, став вместо этого художником. По мере того, как проходит этот день, наполненный кухонной суетой, застольными разговорами, воспоминаниями о былом, перед зрителем предстаёт картина семейных отношений со всеми их тонкостями.

## В ролях
- Хироси Абэ — Рёта Ёкояма
- Юи Нацукава — Юкари Ёкояма, жена Рёты
- Ю — Тинами Катаока, сестра Рёты
- Кадзуя Такахаси — Нобуо Катаока, муж Тинами
- Сёхэй Танака — Ацуси Ёкояма, сын Юкари
- Кирин Кики — Тосико Ёкояма, мать Рёты
- Ёсио Харада — Кёхэй Ёкояма, отец Рёты
- Сусуму Тэрадзима — доставщик суши

## Награды и номинации
- 2008 — приз за лучший фильм кинофестиваля в Мар-дель-Плата (Хирокадзу Корээда).
- 2008 — приз за лучшую женскую роль Кинофестиваля трёх континентов (Кирин Кики).
- 2008 — участие в конкурсной программе Варшавского кинофестиваля.
- 2009 — премия Asian Film Awards за лучшую режиссуру (Хирокадзу Корээда), а также номинация в категории «лучшая актриса второго плана» (Кирин Кики).
- 2009 — премии «Голубая лента» за лучшую режиссуру (Хирокадзу Корээда) и за лучшую женскую роль второго плана (Кирин Кики).
- 2009 — номинация на премию Японской киноакадемии за лучшую женскую роль второго плана (Кирин Кики).
- 2009 — премия журнала «Кинэма Дзюмпо» за лучшую женскую роль второго плана (Кирин Кики).
- 2009 — премия «Майнити» за лучшую мужскую роль (Хироси Абэ).